# دیکتاتوری خیرخواه
دیکتاتوری خیرخواه حکومتی است که در آن یک رهبر اقتدارگرا قدرت سیاسی مطلق را بر دولت اعمال می‌کند، اما تصور می‌شود که این کار را با توجه به منافع کل جمعیت انجام می‌دهد، در مقابل کلیشه بدخواهانه یک دیکتاتور که بر روی آن تمرکز می‌کند. حامیان آنها و منافع شخصی آنها. یک دیکتاتور خیرخواه ممکن است اجازه دهد برخی از آزادی‌های مدنی یا تصمیم‌گیری‌های دموکراتیک وجود داشته باشد، مانند همه‌پرسی عمومی یا نمایندگان منتخب با قدرت محدود، و اغلب برای گذار به دموکراسی واقعی در طول یا بعد از دوره خود آماده می‌شود. ممکن است آن را نوعی جمهوری‌خواهی از استبداد روشنگرانه تلقی شود.

## نمونه‌های مدرن

### یوزف بروز تیتو - یوگسلاوی

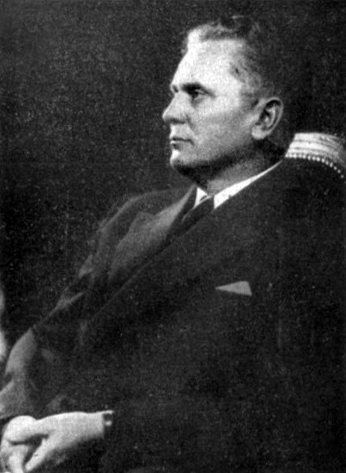
یوسیپ بروز تیتو در سال ۱۹۴۹

اگرچه یوزف بروز تیتو از سال ۱۹۴۴ تا زمان مرگش در سال ۱۹۸۰ تحت حکومتی استبدادی، جمهوری سوسیالیستی فدرال یوگسلاوی را به عنوان نخست‌وزیر و رئیس‌جمهور (بعدها رئیس‌جمهور مادام العمر) رهبری کرد، به گفته نویسنده سوزان جی شاپیرو، او بسیار محبوب بود و «بیشتر او را یک دیکتاتور خیرخواه می‌دیدند». او یک چهره عمومی محبوب هم در یوگسلاوی و هم در خارج از کشور بود. سیاست‌های داخلی او که به عنوان یک نماد متحد تلقی می‌شد، همزیستی مسالمت آمیز ملل فدراسیون یوگسلاوی را حفظ کرد. اقتصاد کشور تحت سیستم خود مدیریتی کارگری که توسط معاون وی ادوارد کاردل ابداع شده بود، دوره شکوفایی را پشت سر گذاشت. تیتو به عنوان رهبر اصلی جنبش غیرمتعهدها توجه بین‌المللی بیشتری را به خود جلب کرد.

### مصطفی کمال آتاتورک - ترکیه

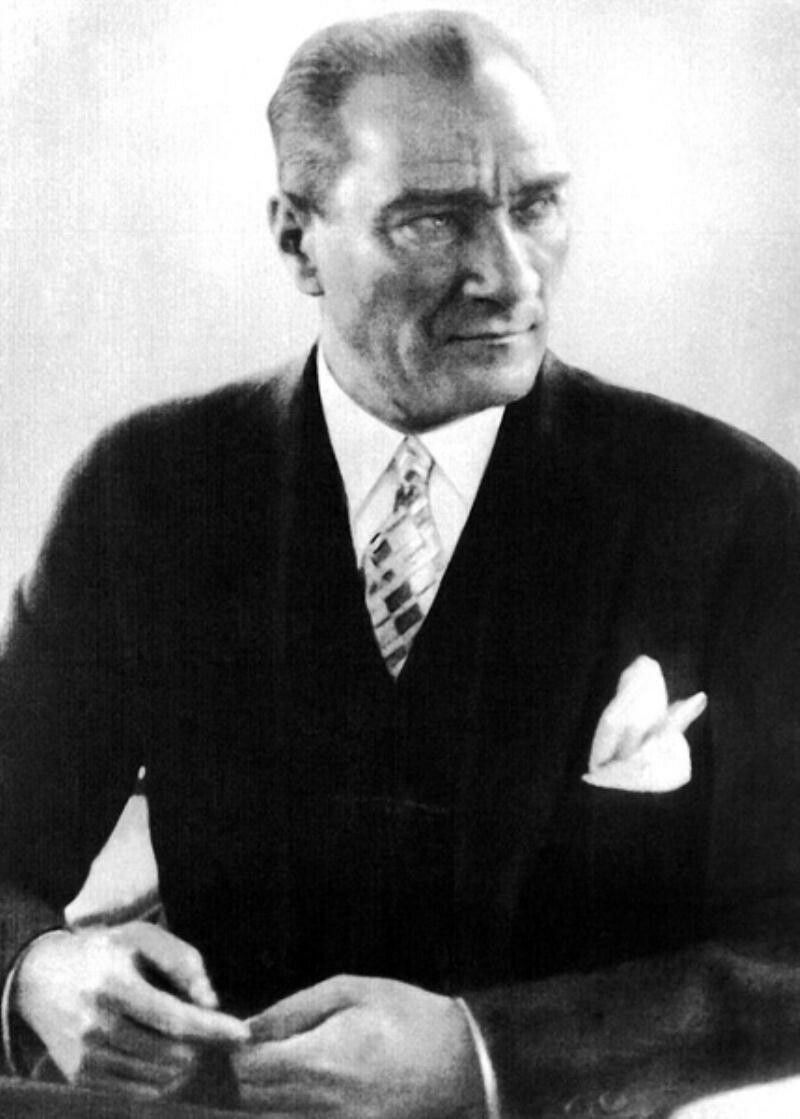
مصطفی کمال پاشا اتاتورک.

پالیسی وایر، مصطفی کمال آتاتورک را به دلیل رهبری جنگ استقلال ترکیه از ۱۹۱۹ تا ۱۹۲۳ و ریاست جمهوری او از ۱۹۲۳ تا ۱۹۳۸ به عنوان یک دیکتاتور خیرخواه می‌بیند. او با حذف نفوذ خارجی از قلمرو عثمانی سابق اعتبار داشت، و به عنوان بنیانگذار ترکیه مدرن در قالب یک جمهوری با محبت به او نگاه می‌شود. آتاتورک به عنوان رئیس‌جمهور جمهوری تازه تأسیس ترکیه، برنامه ای دقیق از اصلاحات سیاسی، اقتصادی و فرهنگی را با هدف نهایی ساختن یک ملت مدرن و مترقی آغاز کرد. او جمهوری ترکیه را یک کشور سکولار کرد. سکولاریسم در ترکیه از شش تیر مصطفی کمال آتاتورک نشأت می‌گیرد: جمهوری‌گرایی، پوپولیسم، لائیسیته، اصلاح طلبی، ملی‌گرایی و دولت گرایی. او آموزش ابتدایی را رایگان و اجباری کرد و هزاران مدرسه جدید را در سراسر کشور افتتاح کرد. زنان ترک در دوران ریاست جمهوری آتاتورک از حقوق مدنی و سیاسی برابر برخوردار شدند. به ویژه، زنان در انتخابات محلی با قانون شماره. ۱۵۸۰ در ۳ آوریل ۱۹۳۰ و چند سال بعد، در ۱۹۳۴، حق رای کامل جهانی. الکساندر روستو نیز حکومت خود را یک دیکتاتوری خیرخواهانه تعریف کرد.